# 長岡謙吉

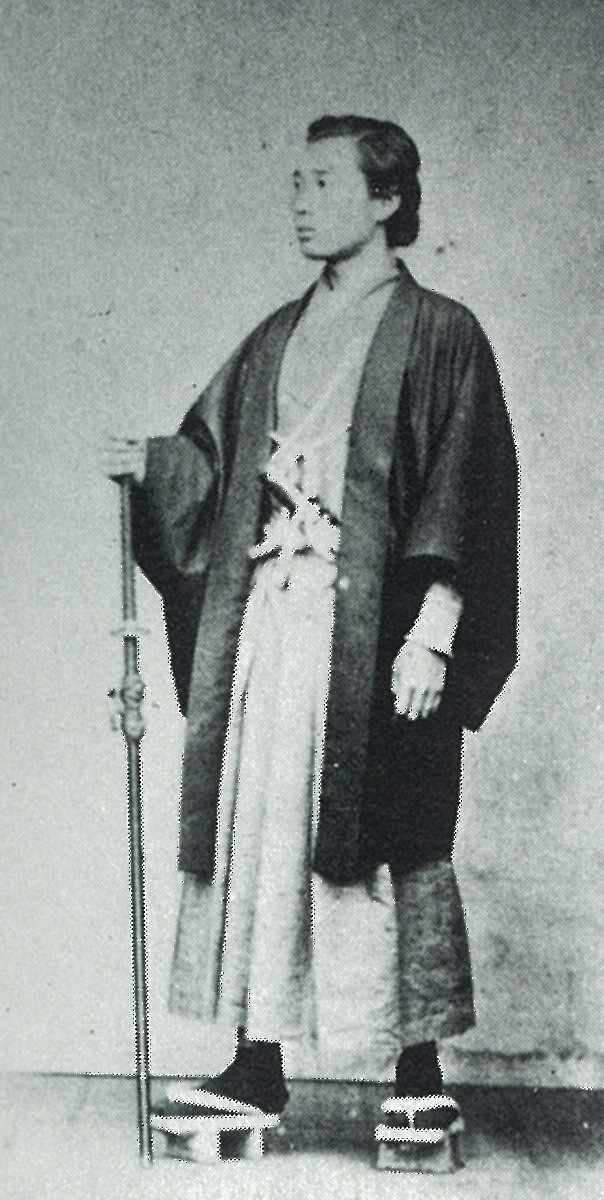
長岡謙吉

長岡 謙吉（ながおか けんきち、天保5年（1834年）- 明治5年6月11日（1872年7月16日））は、幕末期の土佐藩出身者。海援隊の隊員の一人。別名は今井純正、敦美、恂。字は子行。号は懐山。

## 生涯
高知城下の浦戸町の医師・今井孝順（孝純、玄泉）の長男として生まれる。母親は長岡郡仁井田村小島氏の娘で、坂本龍馬の継母・伊予の縁者であった。幼少期は河田小龍の下で蘭学に励んだ。その後は嘉永元年(1848年）に大阪にて儒医に入門するなどして、安政6年（1859年）には家業の医師を継ぐため、長崎で二宮敬作に医学を学ぶ（後年、二宮の師であるシーボルトが再来日した際には英語や国際法の教えを受けた）。しかしこのときに、藩からキリスト教に傾倒したと疑われて帰国を命じられ、処罰として長岡郡鹿児村への蟄居、後に城下禁足を命じられた。
その後に罪を許され、高知城下から東にある鹿児地区にて医者として活動し、名医としての評判を得ていたが、やがて脱藩して長崎に赴き、坂本龍馬の下で海援隊に参加した。龍馬は長岡の文才を高く評価し、文士として海援隊の通信文書の作成や、いろは丸事件の顛末書の起草など、事務処理のほとんどを長岡に一任していたという。慶応3年（1867年）、夕顔丸に坂本龍馬や後藤象二郎らと同船し、大政奉還後の龍馬の構想をまとめた「船中八策」を成文化したとされる。また、長崎におけるキリシタン問題を論考してまとめ上げた『閑愁録』を出版している。
同年、龍馬が暗殺されると、海援隊の2代目隊長に選ばれた。慶応4年（1868年）1月22日には高知藩では琴平に鎮撫所を置いて社領と旧幕領を管し、長岡謙吉が支配したので日柳燕石がこれを補佐した。戊辰戦争では、海援隊を率いて、瀬戸内海の小豆島や塩飽諸島などを占領した。明治2年（1869年）当時交友のあった水戸藩士吉成勇太郎が出版した藤田東湖『弘道館記述義』に序文を書いた。明治維新後は三河県知事、大蔵省、工部省などに勤務したが、明治5年（1872年）に東京にて若くして死去した。享年39。墓は増上寺の塔頭の一つ、安養院にある。
「船中八策」と関連する『藩論』の著者でもある。
大正8年（1919年）、正五位を追贈された。

### 逸話
- 土佐国を脱藩した後、長崎遊学中の長岡に嫉妬する岩崎弥太郎らから、濡れ衣を着せられ、藩命に沿って八つ当たりの拷問されたこともあり、長岡は親族に手紙を送り、再度脱藩して、海援隊入隊後には、お互いの面識があったかは不明[6]。
- 大の犬嫌いで、楢崎龍にイタズラされたことがある[7]。

## 作品

### テレビドラマ
- 『竜馬がゆく』（1968年、演：夏八木勲）
- 『勝海舟 (NHK大河ドラマ)』（1974年、演：阿部希郎）
- 『青天を衝け』（2021年、NHK大河ドラマ、演：松澤匠）

### ビデオゲーム
- 『維新の嵐』（コーエー、1988年）